# Wuhan Open 2018 - Qualificazioni singolare
Le qualificazioni del singolare femminile del Wuhan Open 2018 sono state un torneo di tennis preliminare per accedere alla fase finale della manifestazione. Le vincitrici dell'ultimo turno sono entrate di diritto nel tabellone principale. In caso di ritiro di una o più giocatrici aventi diritto a queste sono subentrati le lucky loser, ossia le giocatrici che hanno perso nell'ultimo turno ma che avevano una classifica più alta rispetto alle altre partecipanti che avevano comunque perso nel turno finale.

## Teste di serie
1. Ekaterina Makarova (primo turno)
2. Kateřina Siniaková (qualificata)
3. Mónica Puig (qualificata)
4. Sorana Cîrstea (primo turno)
5. Rebecca Peterson (qualificata)
6. Viktória Kužmová (primo turno)
7. Yulia Putintseva (ritirata)
8. Sofia Kenin (qualificata

1. Magda Linette (primo turno)
2. Markéta Vondroušová (ultimo turno, lucky loser)
3. Lara Arruabarrena (primo turno)
4. Wang Yafan (qualificata)
5. Polona Hercog (ultimo turno, lucky loser)
6. Ana Bogdan (primo turno)
7. Monica Niculescu (ultimo turno, lucky loser)
8. Andrea Petković (ritirata)

## Qualificate
1. Wang Yafan
2. Kateřina Siniaková
3. Mónica Puig
4. Viktorija Golubic

1. Rebecca Peterson
2. Wang Xiyu
3. Sara Sorribes Tormo
4. Sofia Kenin

### Lucky loser
1. Markéta Vondroušová
2. Polona Hercog

1. Monica Niculescu

## Tabellone

### Legenda
| - Q = Qualificato - WC = Wild card - LL = Lucky loser | - ALT = Alternate - SE = Special Exempt - PR = Protected Ranking | - w/o = Walkover - r = Ritirato - d = Squalificato |

### Sezione 1
|  | Primo turno | Primo turno        | Primo turno | Primo turno | Primo turno |  |  | Ultimo turno | Ultimo turno    | Ultimo turno    | Ultimo turno | Ultimo turno |  |
|  |             |                    |             |             |             |  |  |              |                 |                 |              |              |  |
|  | 1           | Ekaterina Makarova | 1           | 6           | 3           |  |  |              |                 |                 |              |              |  |
|  |             | Lizette Cabrera    | 6           | 4           | 6           |  |  |              | Lizette Cabrera | Lizette Cabrera | 62           | 63           |  |
|  |             | Amanda Anisimova   | 4           | 6           | 2           |  |  | 12           | Wang Yafan      | Wang Yafan      | 7            | 7            |  |
|  | 12          | Wang Yafan         | 6           | 3           | 6           |  |  |              |                 |                 |              |              |  |

### Sezione 2
|  | Primo turno | Primo turno         | Primo turno        | Primo turno | Primo turno |  |  | Ultimo turno | Ultimo turno        | Ultimo turno        | Ultimo turno | Ultimo turno |  |
|  |             |                     |                    |             |             |  |  |              |                     |                     |              |              |  |
|  | 2           | Kateřina Siniaková  | Kateřina Siniaková | 6           | 6           |  |  |              |                     |                     |              |              |  |
|  |             | Jil Teichmann       | Jil Teichmann      | 3           | 3           |  |  | 2            | Kateřina Siniaková  | Kateřina Siniaková  | 6            | 6            |  |
|  |             | Caroline Dolehide   | 6                  | 1           | 1           |  |  | 10           | Markéta Vondroušová | Markéta Vondroušová | 1            | 1            |  |
|  | 10          | Markéta Vondroušová | 3                  | 6           | 6           |  |  |              |                     |                     |              |              |  |

### Sezione 3
|  | Primo turno | Primo turno      | Primo turno      | Primo turno | Primo turno |  |  | Ultimo turno | Ultimo turno  | Ultimo turno  | Ultimo turno | Ultimo turno |  |
|  |             |                  |                  |             |             |  |  |              |               |               |              |              |  |
|  | 3           | Mónica Puig      | Mónica Puig      | 6           | 7           |  |  |              |               |               |              |              |  |
|  |             | Claire Liu       | Claire Liu       | 3           | 65          |  |  | 3            | Mónica Puig   | Mónica Puig   | 6            | 6            |  |
|  |             | Christina McHale | Christina McHale | 62          | 1           |  |  | 13           | Polona Hercog | Polona Hercog | 4            | 4            |  |
|  | 13          | Polona Hercog    | Polona Hercog    | 7           | 6           |  |  |              |               |               |              |              |  |

### Sezione 4
|  | Primo turno | Primo turno       | Primo turno    | Primo turno | Primo turno |  |  | Ultimo turno | Ultimo turno      | Ultimo turno      | Ultimo turno | Ultimo turno |  |
|  |             |                   |                |             |             |  |  |              |                   |                   |              |              |  |
|  | 4           | Sorana Cîrstea    | Sorana Cîrstea | 4           | 5           |  |  |              |                   |                   |              |              |  |
|  |             | Nicole Gibbs      | Nicole Gibbs   | 6           | 7           |  |  |              | Nicole Gibbs      | Nicole Gibbs      | 4            | 2            |  |
|  |             | Viktorija Golubic | 6              | 64          | 6           |  |  |              | Viktorija Golubic | Viktorija Golubic | 6            | 6            |  |
|  | WC          | Sabine Lisicki    | 3              | 7           | 1           |  |  |              |                   |                   |              |              |  |

### Sezione 5
|  | Primo turno | Primo turno      | Primo turno      | Primo turno | Primo turno |  |  | Ultimo turno | Ultimo turno     | Ultimo turno | Ultimo turno | Ultimo turno |  |
|  |             |                  |                  |             |             |  |  |              |                  |              |              |              |  |
|  | 5           | Rebecca Peterson | Rebecca Peterson | 6           | 6           |  |  |              |                  |              |              |              |  |
|  |             | Han Xinyun       | Han Xinyun       | 3           | 1           |  |  | 5            | Rebecca Peterson | 4            | 6            | 6            |  |
|  |             | Duan Yingying    | 2                | 6           | 6           |  |  |              | Duan Yingying    | 6            | 3            | 3            |  |
|  | 14          | Ana Bogdan       | 6                | 3           | 2           |  |  |              |                  |              |              |              |  |

### Sezione 6
|  | Primo turno | Primo turno       | Primo turno       | Primo turno | Primo turno |  |  | Ultimo turno | Ultimo turno | Ultimo turno | Ultimo turno | Ultimo turno |  |
|  |             |                   |                   |             |             |  |  |              |              |              |              |              |  |
|  | 6           | Viktória Kužmová  | Viktória Kužmová  | 65          | 2           |  |  |              |              |              |              |              |  |
|  | WC          | Wang Xiyu         | Wang Xiyu         | 7           | 6           |  |  | WC           | Wang Xiyu    | Wang Xiyu    | 6            |              |  |
|  | PR          | Vania King        | Vania King        | 6           | 6           |  |  | PR           | Vania King   | Vania King   | 1            | r            |  |
|  | 11          | Lara Arruabarrena | Lara Arruabarrena | 1           | 0           |  |  |              |              |              |              |              |  |

### Sezione 7
|  | Primo turno | Primo turno         | Primo turno  | Primo turno | Primo turno |  |  | Ultimo turno | Ultimo turno        | Ultimo turno        | Ultimo turno | Ultimo turno |  |
|  |             |                     |              |             |             |  |  |              |                     |                     |              |              |  |
|  | Alt         | Anna Zaja           | Anna Zaja    | 6           | 6           |  |  |              |                     |                     |              |              |  |
|  | WC          | Xun Fangying        | Xun Fangying | 3           | 2           |  |  | Alt          | Anna Zaja           | Anna Zaja           | 3            | 4            |  |
|  |             | Sara Sorribes Tormo | 4            | 6           | 6           |  |  |              | Sara Sorribes Tormo | Sara Sorribes Tormo | 6            | 6            |  |
|  | 9           | Magda Linette       | 6            | 2           | 3           |  |  |              |                     |                     |              |              |  |

### Sezione 8
|  | Primo turno | Primo turno      | Primo turno      | Primo turno | Primo turno |  |  | Ultimo turno | Ultimo turno     | Ultimo turno | Ultimo turno | Ultimo turno |  |
|  |             |                  |                  |             |             |  |  |              |                  |              |              |              |  |
|  | 8           | Sofia Kenin      | Sofia Kenin      | 6           | 6           |  |  |              |                  |              |              |              |  |
|  | WC          | Yang Zhaoxuan    | Yang Zhaoxuan    | 1           | 2           |  |  | 8            | Sofia Kenin      | 7            | 4            | 6            |  |
|  |             | Liu Fangzhou     | Liu Fangzhou     | 2           | 3           |  |  | 15           | Monica Niculescu | 65           | 6            | 2            |  |
|  | 15          | Monica Niculescu | Monica Niculescu | 6           | 6           |  |  |              |                  |              |              |              |  |